# 中野長兵衛
中野 長兵衛（なかの ちょうべえ、旧名・茂木長三郎、1864年6月18日（元治元年5月15日） - 没年不明）は、日本の商人（醤油商、醤油問屋業）、実業家。千葉県多額納税者。族籍は千葉県平民。茂木七郎右衛門 (6代)の弟。

## 人物
下総国野田（現・千葉県野田市）出身。茂木七郎右衛門（5代）の二男。先代長兵衛の養子となり、家督を相続し襲名した。1873年に茂木七郎右衛門家より分家し、中野長兵衛家を興こす。醤油問屋業を営み会社の重役であった。大和商会取締役、岩崎醤油、岩崎清七商店、野田醤油（現・キッコーマン）、日本坩堝各監査役等をつとめた。
貴族院多額納税者議員選挙の互選資格を有した。1936年、紺綬褒章を賜る。宗教は真言宗。住所は千葉県東葛飾郡野田町野田、東京市日本橋区小網町。

## 家族・親族
- 実父・茂木七郎右衛門 5代
- 実兄・茂木七郎右衛門 (6代)

中野家
- 養父・長兵衛[3]
- 妻・たけ（1868年 - ?、埼玉、関根義立の二女）[7]
- 養子・栄三郎（1887年 - 1988年、千葉、茂木七郎右衛門 (6代)の二男[2][7]、茂木順三郎の弟[3]）
  - 同妻・エイ（1895年 - ?、東京、大野屋、太物商・前田兼七の二女）[9]
- 孫[7]

親戚
- 茂木順三郎（千葉県多額納税者、柏屋商事社長）
- 六代茂木七郎右衛門（千葉県多額納税者、資産家、野田醤油初代社長）
- 四代茂木房五郎（旧名は熊蔵、千葉県多額納税者、醤油醸造家、会社重役）
- 五代茂木房五郎（旧名は三千蔵、千葉県多額納税者、会社重役）
- 前田兼七（太物商、日本橋区会議員）[9]